# Спрингдејл (Пенсилванија)
Спрингдејл (енгл. Springdale) град је у америчкој савезној држави Пенсилванија.

## Демографија
По попису из 2010. године број становника је 3.405, што је 423 (-11,1%) становника мање него 2000. године.
| Група             | 2000.         | 2010.         |
| Белци             | 3.787 (98,9%) | 3.330 (97,8%) |
| Афроамериканци    | 11 (0,3%)     | 19 (0,6%)     |
| Азијати           | 5 (0,1%)      | 4 (0,1%)      |
| Хиспаноамериканци | 8 (0,2%)      | 19 (0,6%)     |
| Укупно            | 3.828         | 3.405         |